# تشاباكويديك (فلم)
تشاباكويديك (بالإنجليزية: Chappaquiddick) (صدر الفيلم تحت عنوان «السيناتور The Senator» في المملكة المتحدة) فيلم درامي أمريكي لعام 2017 من إخراج جون كوران وكتبه تايلور ألين وأندرو لوجان. الفيلم من بطولة جيسون كلارك وكيت مارا. الفيلم يروي حادثة حقيقية في تشاباكويديك (جزء من بلدة «ادجارتاون» في هيئة شبه جزيرة صغيرة  بولاية ماساتشوستس) التي وقعت في عام 1969، والتي تسبب فيها إهمال السيناتور تيد كينيدي في حادث سيارة أدى إلى وفاة الراكبة ماري جو كوبيتشين البالغة من العمر 28 عامًا.
بدأ التصوير الفوتوغرافي الرئيسي في بوسطن، في سبتمبر 2016، وعرض الفيلم لأول مرة في مهرجان تورونتو السينمائي الدولي في 10 سبتمبر 2017، وصدر في الولايات المتحدة في 6 أبريل 2018.

## طاقم التمثيل
- جيسون كلارك: في دور تيد كينيدي
- كيت مارا: في دور ماري جو كوبيتشني
- إد هيلمز: في دور جو جارجان
- بروس ديرن: في دور جوزيف ب. كينيدي الأب
- جيم جافيغان: في دور بول ف. ماركهام
- تايلور نيكولز: في دور تيد سورنسن
- كلانسي براون: في دور روبرت مكنمارا
- أوليفيا ثيرلبي: في دور راشيل شيف
- ليكسي روث: في دور نانس ليونز
- جون فيوري: في دور رئيس الشرطة أرينا
- فينس تايسر: في دور ديفيد دبليو بيرك
- أندريا بلاكمان: في دور جوان بينيت كينيدي
- تمارا هيكي: في دور مارلين ريتشاردز
- أليسون واتشلر: في دور ليز تروتا
- فيكتور وارن: في دور ستيفن إدوارد سميث
- دونالد واتسون: في دور دكتور وات
- ماثيو لولر: في دور دون جيفورد
- أنجيلا هوب سميث: في دور ماريلين ليونز
- براد ويلرايت: في دور بحار
- ديفيد دي بيك: في دور سارجنت شرايفر
- باتريك شيهان: في دور جون في توني
- بيل همفريز: في دور جيمس ريستون
- تيم جاكسون: في دور جوزيف كوبيتشن
- شارلوت آن دور: في دور جوين كوبيتشين
- إد بيد: في دور يوجين فريه[7]

## أحداث الفيلم
يسأل المذيع التلفزيوني السيناتور تيد كينيدي في مقابلة في يوليو 1969، عن شعورة بالوقوف في ظل أخويه المتوفين جون وبوبي. يتصل تيد هاتفياً بابن عمه جو جارجان وأخبره أن يحجز غرفًا في فندق للفتيات العاملات في حملة بوبي الرئاسية. يسافر إلى جزيرة تشاباكويديك لسباق المراكب الشراعية، ثم إلى حفلة في كوخ مع خمسة أصدقاء وستة فتيات. يترك كينيدي الحفلة مع ماري جو كوبيتشين وعلى الطريق، يواجه ضابط شرطة يسأل عما إذا كانوا بحاجة إلى المساعدة. يقود كينيدي بسرعة وقبالة جسر بدون أسوار تنقلب السيارة في البحيرة ويصعد كينيدي من الماء ولكن الفتاة لا تظهر. يجلس كينيدي بعد فشله في إنقاذ الفتاة ويبكي قبل أن يعود إلى الكوخ. يستدعى جارجان وماركهام، ويذهبون بسرعة إلى الجسر في محاولة لإخراج الفتاة من السيارة الغارقة دون جدوى. يصرون على أن يقوم كينيدي بالإبلاغ عن الحادث على الفور ولكنه يتصل بوالده المشلول والذي يتحدث بصعوبة بالغة ليخبره ان يختلق حجة غياب عن مكان الحادث حتى لا يفقد مستقبله السياسي.
في صباح اليوم التالي يكتشف الصيادون السيارة المقلوبة، وتحضر الشرطة وتستخرج جثة كوبيتشون من السيارة المسجلة باسم كينيدي. يتقدم كينيدي إلى رئيس الشرطة بخطاب مفصل عن الحادثة.
يسافر كينيدي إلى مجمع العائلة في هايانيسبورت معتقدًا أنه احتوى الموقف. يخبره والده أن أفعاله هي عار للأسرة. يفاجأ كينيدي بفريق مكافحة الأضرار بقيادة روبرت ماكنمارا. يتأكد الفريق من عدم فحص الجثة مرة أخرى، وأن رخصة القيادة التي انتهت صلاحيتها قد تم تغييرها، ثم يصوغون إستراتيجية لجلسة المحكمة. يحضر كينيدي جنازة الفتاة مرتديًا دعامة عنق لكسب التعاطف، لكن هذه الحيلة تأتي بنتائج عكسية في الصحافة.
يستخدم فريق مكافحة الأضرار نفوذ الأسرة لحل قضية المحكمة دون محاكمة، حيث يمكن استخدام أي شيء يقوله علنًا ضده. يحصل كينيدي على الحد الأدنى من العقوبة من خلال الاعتراف بالذنب لمغادرة مكان الحادث: السجن لمدة شهرين، والذي يعلقه القاضي بناءً على شخصية كينيدي ومكانته الجيدة.
يلقي كينيدي خطابًا على التلفزيون الوطني، الذي أعده تيد سورنسن، والذي تم تصميمه لإثارة التعاطف العام، على الرغم من أن الجمهور لديه وجهات نظر مختلطة، إلا أن الغالبية التي تمت مقابلتها في حوارات استطلاع رأي تقول إنها ستعيد انتخابه.
يخسر كينيدي الانتخابات التمهيدية الرئاسية للحزب الديمقراطي عام 1980 لكنه يستمر في مجلس الشيوخ الأمريكي لمدة 40 عامًا أخرى بعد الحادث.

## استقبال الفيلم
شباك التذاكر
كان من المتوقع أن يصل إجمالي المبيعات من 2 إلى 4 ملايين دولار من 1560 دار عرض في عطلة نهاية الأسبوع الافتتاحية. انتهى به الأمر لأول مرة فوق التوقعات بمبلغ 5.8 مليون دولار، حيث احتل المركز السابع في شباك التذاكر. لاحظت هوليوود أنه لا يزال رقمًا منخفضًا بالنظر إلى ان شركة التوزيع «انترتينمنت Entertainment Pictures» اشترت الفيلم بمبلغ 4 ملايين دولار وحملتهم الإعلانية تكلفت 16 مليون دولار، على الرغم من أن الاستوديو نفسه كان راضيًا عن النتائج. في عطلة نهاية الأسبوع الثانية، انخفض دخل الفيلم بنسبة 47٪ إلى 3.1 مليون دولار، وانتهى في المركز العاشر. وأصبح ثامن أعلى فيلم مستقل من حيث الأرباح لعام 2018.
استقبال النقاد
منح موقع الطماطم الفاسدة فيلم «تشاباكويديك» تقييم 81% بناء على آراء 138 ناقد، وكان الإجماع النقدي يقول: «لا يمكن لفيلم «تشاباكويديك» ترك بعض الأسئلة الأكثر إثارة للفضول في هذه القصة الحقيقية دون إجابة، لكنه عمل مدعوم بتمثيل رائع لجيسون كلارك».
منح موقع «ميتاكريتيك» تقييم قدره 67% بناءً على 33 نقادًا.
منحت الجماهير التي استطلعت آراؤهم شركة «سينما سكور CinemaScore» الفيلم درجة (B)، بينما ذكر موقع «بوست توك PostTrak» أن الرجال والنساء الذين تزيد أعمارهم عن 25 عامًا (أكبر مجموعة ديموغرافية للفيلم) أعطتهم درجات إيجابية إجمالية تبلغ 80٪ للرجال و 72٪ للنساء.
وصف تود مكارثي من صحيفة هوليوود ريبورتر الفيلم بأنه منهجي ويفتقر إلى الشغف، حيث كتب: «من المشكوك فيه أن يعرف الكثير من الأمريكيين الذين تقل أعمارهم عن 40 عامًا ما الذي يشير إليه اسم تشاباكويديك، والذي قد يوفر في حد ذاته مبررًا قويًا لعمل فيلم عن لكن الدراما المأساوية لحادث 18 يوليو 1969 احتاجت إلى معالجة أكثر نشاطًا وحسمًا مما حدث في هذا الفيلم الرصين إلى حد ما».
استقبال الصحفيين والسياسيين
في مقابلة أجريت في مارس 2018، صرح بايرون ألين، الرئيس التنفيذي لشركة التوزيع «انترتينمنت»: «هناك بعض الأشخاص الأقوياء جدًا الذين حاولوا الضغط علي لعدم توزيع هذا الفيلم»، وتكهن الصحفي في صحيفة بوسطن هيرالد «هووي كار» بأن بايرون يشير إلى كريس دود، الذي كان صديقًا وحليفًا منذ فترة طويلة لكينيدي عندما خدم في مجلس الشيوخ الأمريكي، وكان مؤخرًا رئيسًا لجمعية الأفلام السينمائية الأمريكية.
الصحفي الليبرالي نيل جابلر، الذي كان يكتب في ذلك الوقت سيرة تيد كينيدي، انتقد الفيلم باعتباره مزيجًا من "التخمين والتلفيق الصريح"، وعلى سبيل المثال، قال: "على عكس تداعيات الفيلم، شعر السيد كينيدي على الفور وبعد ذلك بالندم العميق والمسؤولية عن الحادث مشيرًا إلى أن كينيدي لم يحاول أبدًا التستر أو التقليل من مسؤوليته عن وفاة الفتاة.
وصف المعلق المحافظ مارك ستاين «تشاباكويديك» بأنه فيلم ممتاز يوضح كيف أن بريق القوة أفسد كينيدي والعديد من المحيطين به. كما ذكر رأيه بأن الفيلم استند إلى شيء هام، حيث أشار كينيدي إلى أنه حتى الشخصيات التاريخية المشهود لها، مثل النبي موسى، كانت بها عيوب شخصية، ورد ابن عمه جو جارجان: «موسى لم يترك فتاة في قاع البحر الأحمر»، كما أشار ستاين إلى أنه كتب شيئًا مشابهًا جدًا للرد على عمود في صحيفة «بوسطن جلوب» عام 2009 للصحفية جوان فينوشي يمدح كينيدي بعد وفاته.
ترشح الفيلم لنيل جوائز لأفضل سيناريو وأفضل إعلان لفيلم.

## وصلات خارجية
- مقالات تستعمل روابط فنية بلا صلة مع ويكي بيانات